# North Palisade
La North Palisade est un sommet culminant à 4 341 mètres d'altitude dans le centre de la Californie, à l'Ouest des États-Unis. Il fait partie de la sierra Nevada. Il est constitué de diorite et de granite. Gravi pour la première fois en 1903 par James S. Hutchinson, Joseph N. LeConte et James K. Moffitt, c'est surtout Norman Clyde qui s'y illustre en ouvrant de nombreuses voies dans les années 1920. La montagne est protégée par la réserve intégrale John Muir et la forêt nationale d'Inyo au nord, tandis qu'elle est incluse dans le parc national de Kings Canyon au sud-ouest.

## Toponymie
Le chaînon des Palisades est nommé en 1864 par l'équipe de William Henry Brewer de la California Geological Survey. North Palisade signifie littéralement « palissade septentrionale ». La montagne a précédemment été appelée Northwest Palisade par la Wheeler Survey en 1878. L'année suivante, Lil Winchell la nomme pic de Dusy (Dusy's Peak) en l'honneur de Frank Dusy, un fermier et homme d'affaires local. En 1895, Bolton Coit Brown suggère l'appellation pic Jordan, d'après le naturaliste David Starr Jordan. Finalement, après avoir réalisé sa première ascension, Joseph N. LeConte écrit dans une lettre :

« J'ai appelé le pic simplement North Palisade. Attribuez le nom de pic de Dusy à n'importe quelle élévation moins imposante et accordez-nous un nom qui puisse être transmis à travers le temps »

— Joseph N. LeConte
Le pic est connu sous ce nom depuis ce jour et a été officialisé par l'United States Board on Geographic Names. Toutefois, à la fin des années 2000, la sénatrice de Californie Dianne Feinstein, soutenue par sa collègue Barbara Boxer, soumet une proposition afin de renommer le pic Brower Palisade, en l'honneur de l'écologiste David Brower, mort en 2000 ; elle ne rencontre pas un large consensus.

## Géographie
La North Palisade se situe dans l'Ouest des États-Unis, au centre de l'État de Californie, sur la limite entre les comtés de Fresno, dont elle constitue le point culminant, et d'Inyo. Il se trouve à 22 kilomètres à l'ouest-sud-ouest de Big Pine, à 32 kilomètres au sud-sud-ouest de Bishop et à 120 kilomètres à l'est-nord-est de Fresno, tandis que Sacramento, la capitale de l'État, est à environ 300 kilomètres au nord-ouest, San Francisco à environ 350 kilomètres à l'ouest-nord-ouest et Los Angeles à 320 kilomètres au sud. Les côtes de l'océan Pacifique se trouvent à 280 kilomètres au sud-ouest. Il domine la vallée de l'Owens à l'est, où passe la route 395. Le sommet fait partie d'un chaînon appelé Palisades et s'élève à 4 341 mètres d'altitude, dans la bordure orientale de la Sierra Nevada, ce qui en fait le troisième plus haut de la chaîne et le quatrième de l'État. Sa hauteur de culminance est de 882 mètres ; le sommet plus élevé le plus proche est le mont Williamson, à 52 kilomètres au sud-sud-est. La North Palisade possède plusieurs pics secondaires : les pics Thunderbolt (4 268 m) et Starlight (4 328 m) au nord-ouest, le pic Polemonium (4 292 m) à l'est. Ils dominent plusieurs lacs glaciaires au sud-ouest, les lacs Barrett, qui alimentent le Palisade Creek, un affluent de la Middle Fork Kings River, qui appartient au bassin de la rivière Kings ; au nord, les eaux de fonte du glacier Palisade (en) donnent naissance aux lacs Sam Mack et Big Pine, qui alimentent une branche du Big Pine Creek, qui appartient au bassin de la rivière Owens mais dont les eaux sont en partie détournées vers l'aqueduc de Los Angeles.
La North Palisade est née du processus qui a formé la Sierra Nevada. Elle est constituée essentiellement de diorite et de granite émis en profondeur au Crétacé. Durant le Néogène, le soulèvement de la chaîne le long de la faille normale qui la sépare de la province géologique de Basin and Range, à l'est, a permis la formation de glaciers et d'écoulements fluviaux qui ont participé à l'érosion et ont mis au jour ces roches magmatiques.

## Histoire
La première ascension du sommet est réalisée le 25 juillet 1903 par James S. Hutchinson, Joseph Nisbet LeConte et James K. Moffitt. Leur marche d'approche se fait par le sud et s'attachent d'abord à trouver des voies pour gravir le pic Marion et le mont Sill. Après un échec le 24 juillet, ils parviennent à trouver une voie jusqu'au sommet,. En 1921, Norman Clyde est le premier à réussir l'ascension par la voie initialement tentée par LeConte, en montant jusqu'à la brèche dans la crête sommitale. Dans les années suivantes, il ouvre plusieurs voies dans la face nord-est.

## Activités

### Randonnée et ascension
La voie normale est celle suivie par LeConte et ses compagnons en 1903. Elle emprunte le couloir sud-ouest situé sous la brèche séparant la North Palisade du pic Polemonium mais bifurque avant la crête par des ravines et finit par longer l'arête sud-est vers le sommet. Cet itinéraire est coté 4,. La variante ouverte par Norman Clyde est cotée 5.2. Les voies dans les faces nord-est et ouest sont plus difficiles.

### Protection environnementale
Le versant nord-est de la North Palisade est protégé depuis 1964 au sein de la réserve intégrale John Muir (en anglais : John Muir Wilderness) dont la superficie a progressivement été portée à 2 639 km2, ce qui en fait la plus vaste de Californie. Elle dispose d'une continuité écologique avec la réserve intégrale Ansel Adams au nord-ouest, la réserve intégrale Dinkey Lakes et la réserve intégrale Sequoia-Kings Canyon à l'ouest, la réserve intégrale Monarch au sud-ouest et la réserve intégrale Golden Trout au sud,. La réserve a pour but de garantir un air et une eau purs, ainsi qu'un habitat préservé pour les plantes et les animaux rares et menacés. Elle autorise la pratique de la randonnée pédestre, du trekking, de l'escalade, du canoë-kayak, du rafting, de la randonnée équestre, de l'observation ornithologique ou encore de l'astronomie amateur mais interdit généralement tout type de véhicule à moteur et les groupes de plus de douze personnes. La réserve est gérée conjointement par la forêt nationale d'Inyo, dans sa partie orientale appartenant aux comtés d'Inyo — dont la North Palisade — et de Mono, qui a été créée en 1907 et couvre 7 455 km2, et par la forêt nationale de Sierra, dans sa partie occidentale appartenant aux comtés de Fresno et de Madera, qui a été créée en 1893 et couvre 5 309 km2.
Le versant sud-ouest est protégé depuis 1940 au sein du parc national de Kings Canyon qui couvre 1 869 km2. Il est géré par le National Park Service.